# Katja Abel
Katja Abel (Berlín Oriental, RDA, 8 de abril de 1983) es una deportista alemana que compitió en gimnasia artística. Es hija de la gimnasta Irene Abel. Ganó una medalla de bronce en el Campeonato Europeo de Gimnasia Artística de 2006, en la prueba de salto de potro.

## Palmarés internacional
| Campeonato Europeo | Campeonato Europeo | Campeonato Europeo | Campeonato Europeo |
| Año                | Lugar              | Medalla            | Prueba             |
| ------------------ | ------------------ | ------------------ | ------------------ |
| 2006               | Volos (Grecia)     | Medalla de bronce  | Salto de potro     |